# Пичел, Винс
Винсент Алан Пичел (англ. Vincent Alan Pichel; род. 23 ноября, 1982 год, Ланкастер, Калифорния, США) — американский смешанных боевых искусств, представитель лёгкой весовой категории. Выступает на профессиональном уровне с 2009 года, известен по участию в турнирах бойцовской организации UFC. Участник 15 сезона бойцовского реалити-шоу The Ultimate Fighter.

## Биография
Винс Пичел родился 23 ноября 1982 года в городе Ланкастер, штат Калифорния.
Из-за своего поведения неоднократно менял школы, так и не получил никакого образования, а в 15 лет начал употреблять наркотики и матерью был выгнан из дома. В течение пяти лет вёл разгульный образ жизни, не имел постоянного места жительства, пока однажды по совету друга не увлёкся ММА. Отбросив вредные привычки и решив стать профессиональным бойцом, начал усердно тренироваться.
Первое время выступал среди любителей, одержал десять побед и потерпел одно поражение.

### Начало профессиональной карьеры
Дебютировал в смешанных единоборствах на профессиональном уровне в августе 2009 года, отправив своего соперника в нокаут в первом же раунде. Дрался в небольших американских промоушенах, из всех поединков неизменно выходил победителем.

### The Ultimate Fighter
Имея в послужном списке семь побед без единого поражения, в 2012 году Пичел принял участие в 15 сезоне популярного бойцовского реалити-шоу The Ultimate Fighter. На отборочном этапе он принудил своего соперника Коди Пфистера к сдаче и под общим девятым номером был выбран в команду Доминика Круса.
Благополучно прошёл соперников на предварительном этапе и на стадии четвертьфиналов, тогда как в полуфинале единогласным решением судей уступил Элу Яквинте.

### Ultimate Fighting Championship
Несмотря на проигрыш в полуфинале TUF, Пичел всё же получил возможность подписать контракт с крупнейшей бойцовской организацией мира Ultimate Fighting Championship. Дебютировал в октагоне UFC в декабре 2012 года — встретился с новичком промоушена Рустамом Хабиловым и был нокаутирован им в первом раунде, потерпев тем самым первое поражение в профессиональной карьере.
В 2014 году отметился победами по очкам над Гареттом Уайтли и Энтони Нджокуани.
Из-за серьёзной травмы Пичел не выступал более трёх лет. Наконец, в июне 2017 года он провёл бой против Дэмьена Брауна и выиграл у него нокаутом в первом раунде.
В 2018 году единогласным решением выиграл у Жуакина Силвы, но вынужден был сдаться в поединке с Грегором Гиллеспи.
В июне 2019 года единогласным судейским решением выиграл у Рузвельта Робертса.
Пичел должен был встретиться с Александром Яковлевым 9 ноября 2019 года на турнире UFC on ESPN+ 21.
Однако Пичел снялся с боя 24 октября из-за неизвестной травмы и был заменен Рузвельтом Робертсом.
Оправившись от операции на бедре, из-за которой он не смог подраться с Яковлевым, Пичел встретился с Джимом Миллером на турнире UFC 252 15 августа 2020 года. Он выиграл бой единогласным решением судей.
Пичел встретился с Остином Хаббардом 21 августа 2021 года на турнире UFC на ESPN 29. Он выиграл бой единогласным решением судей. 
Пичел должен был встретиться с Марком Мэдсеном 12 февраля 2022 года на турнире UFC 271. Однако по неизвестным причинам бой был перенесен на UFC 273. Он проиграл бой единогласным решением судей. 
Пичел должен был встретиться с Джесси Ронсоном 1 октября 2022 года на турнире UFC Fight Night 211. Однако Пичел снялся из-за неизвестной травмы и был заменен Хоакимом Силвой.
Пичел должен был встретиться с Бенуа Сен-Дени 1 июля 2023 года на турнире UFC on ESPN 48. Однако в конце мая Пичел снялся с боя из-за травмы и был заменен Исмаэлем Бонфимом. 
Пичел должен был встретиться с Исмаэлем Бонфимом 4 ноября 2023 года на UFC Fight Night 231. На взвешивании Исмаэль Бонфим весил 159,5 фунтов, что на три с половиной фунта больше лимита для легкого боя без титула. В результате его запланированный бой с Исмаэлем Бонфимом был отменен. В конечном итоге пара была перенесена на UFC 301 4 мая 2024 года. Он проиграл бой единогласным решением судей.
Заменив Хоакима Силву, который снялся с боя по неизвестным причинам, Пичел должен встретиться с Рафой Гарсией 29 марта 2025 года на турнире UFC on ESPN 64. Пичел проиграл Гарсии единогласным решением судей.

## Статистика в профессиональном ММА
| Боёв 19  | Побед 14 | Поражений 5 |
| -------- | -------- | ----------- |
| Нокаутом | 8        | 1           |
| Сдачей   | 0        | 1           |
| Решением | 6        | 3           |

| Результат | Рекорд | Соперник         | Способ                     | Турнир                                    | Дата            | Раунд | Время | Место                     | Примечание |
| --------- | ------ | ---------------- | -------------------------- | ----------------------------------------- | --------------- | ----- | ----- | ------------------------- | ---------- |
| Поражение | 14–5   | Рафа Гарсиа      | Единогласное решение       | UFC on ESPN: Морено vs. Эрцег             | 29 марта 2025   | 3     | 5:00  | Мехико, Мексика           |            |
| Поражение | 14–4   | Исмаэль Бонфим   | Единогласное решение       | UFC 301                                   | 4 мая 2024      | 3     | 5:00  | Рио-де-Жанейро, Бразилия  |            |
| Поражение | 14–3   | Марк Мэдсен      | Единогласное решение       | UFC 273                                   | 9 апреля 2022   | 3     | 5:00  | Джексонвиль, Флорида, США |            |
| Победа    | 14–2   | Остин Хаббард    | Единогласное решение       | UFC on ESPN: Cannonier vs. Gastelum       | 21 августа 2021 | 3     | 5:00  | Лас-Вегас, США            |            |
| Победа    | 13-2   | Джим Миллер      | Единогласное решение       | UFC 252                                   | 15 августа 2020 | 3     | 5:00  | Лас-Вегас, США            |            |
| Победа    | 12-2   | Рузвельт Робертс | Единогласное решение       | UFC on ESPN: Ngannou vs. dos Santos       | 29 июня 2019    | 3     | 5:00  | Миннеаполис, США          |            |
| Поражение | 11-2   | Грегор Гиллеспи  | Сдача (треугольник руками) | UFC Fight Night: Rivera vs. Moraes        | 1 июня 2018     | 2     | 4:06  | Ютика, США                |            |
| Победа    | 11-1   | Жуакин Силва     | Единогласное решение       | UFC on Fox: Jacaré vs. Brunson 2          | 27 января 2018  | 3     | 5:00  | Шарлотт, США              |            |
| Победа    | 10-1   | Дэмьен Браун     | KO (удары руками)          | UFC Fight Night: Lewis vs. Hunt           | 11 июня 2017    | 1     | 3:37  | Окленд, Новая Зеландия    |            |
| Победа    | 9-1    | Энтони Нджокуани | Единогласное решение       | UFC 173                                   | 24 мая 2014     | 3     | 5:00  | Лас-Вегас, США            |            |
| Победа    | 8-1    | Гаретт Уайтли    | Единогласное решение       | UFC Fight Night: Rockhold vs. Philippou   | 15 января 2014  | 3     | 5:00  | Дулут, Джорджия, США      |            |
| Поражение | 7-1    | Рустам Хабилов   | KO (суплес и удары)        | The Ultimate Fighter 16 Finale            | 15 декабря 2012 | 1     | 2:15  | Лас-Вегас, США            |            |
| Победа    | 7-0    | Дэвид Гарднер    | TKO (удары руками)         | Fight Club OC                             | 18 августа 2011 | 2     | 1:47  | Коста-Меса, США           |            |
| Победа    | 6-0    | Мэтт Бантге      | KO (удар рукой)            | All Stars Promotions MMA                  | 25 марта 2011   | 2     | 0:32  | Коммерс, США              |            |
| Победа    | 5-0    | Эмилио Чавес     | TKO (удары руками)         | Respect the Cage                          | 15 января 2011  | 2     | 2:52  | Помона, США               |            |
| Победа    | 4-0    | Родни Роден      | TKO (удары руками)         | All Star Promotions: Civic Disobedience 4 | 4 декабря 2010  | 2     | 1:56  | Лос-Анджелес, США         |            |
| Победа    | 3-0    | Энтони Макдэвитт | TKO (удары руками)         | Santa Ynez MMA                            | 4 июня 2010     | 2     | 0:23  | Санта-Инес, США           |            |
| Победа    | 2-0    | Майлс Ховард     | TKO (удары руками)         | National Fight Alliance MMA: Resurrection | 18 декабря 2009 | 2     | 1:05  | Вентура, США              |            |
| Победа    | 1-0    | Фрэнки Чилдс     | KO (удары руками)          | Hitman Fighting Productions               | 15 августа 2009 | 1     | 2:15  | Помона, США               |            |

### Показательные поединки
| Результат | Рекорд | Соперник     | Способ                     | Турнир                     | Дата                         | Раунд | Время | Место          | Примечание                                       |
| --------- | ------ | ------------ | -------------------------- | -------------------------- | ---------------------------- | ----- | ----- | -------------- | ------------------------------------------------ |
| Поражение | 3-1    | Эл Яквинта   | Единогласное решение       | The Ultimate Fighter: Live | 25 мая 2012 (дата показа)    | 2     | 5:00  | Лас-Вегас, США | Полуфинал The Ultimate Fighter: Live.            |
| Победа    | 3-0    | Крис Сондерс | Решение большинства        | The Ultimate Fighter: Live | 18 мая 2012 (дата показа)    | 2     | 5:00  | Лас-Вегас, США | Четвертьфинал The Ultimate Fighter: Live.        |
| Победа    | 2-0    | Джон Кофер   | Сдача (треугольник руками) | The Ultimate Fighter: Live | 20 апреля 2012 (дата показа) | 3     | 0:44  | Лас-Вегас, США | Предварительный этап The Ultimate Fighter: Live. |
| Победа    | 1-0    | Коди Пфистер | Сдача (удушение сзади)     | The Ultimate Fighter: Live | 9 марта 2012 (дата показа)   | 1     | 3:39  | Лас-Вегас, США | Отборочный этап The Ultimate Fighter: Live.      |